# HSPA+

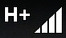
Symbole HSPA+ affiché dans la barre de notification d'un smartphone Android.

L’HSPA+ (High Speed Packet Access+), parfois nommée H+, 3G++[réf. souhaitée], HSPAP[réf. souhaitée] ou 3G Dual Carrier, est une norme de téléphonie mobile 3G de la famille UMTS ; c'est une évolution de la norme HSPA permettant d'atteindre des débits théoriques crêtes de 21 Mbit/s par cellule radio en téléchargement, soit 42 Mbit/s en « Dual Carrier » et théoriquement jusqu'à 84 Mbit/s en mode DC + MIMO 2×2. Elle permet  en liaison montante un débit maximal de 11,5 Mbit/s, avec des terminaux compatibles (catégorie 7). Elle fait partie de la 3G transitionnelle issue de la famille 3GPP ; elle est définie dans les versions 7 et 8 (rel-8) des normes 3GPP publiées en 2008.

## Débit
L’augmentation de débit par rapport à la norme UMTS HSPA (qui permet un débit de 14,4 Mbit/s pic en download) est obtenue en HSPA+ « release-8 » par trois moyens principaux :
- L’utilisation (optionnelle) du codage « 64QAM » au lieu du 16QAM, dans les zones où le signal radio est de très bonne qualité.
- L'utilisation simultanée de deux cellules radio « DC-HSPA+ » (Dual Cell HSPA+ ou Dual Carrier HSPA+), c'est-à-dire de deux bandes de fréquences UMTS adjacentes de 5 MHz utilisées pour une seule communication. C’est cette technique, associée au codage 64QAM, qui est proposée en France en 2011/2015 par les opérateurs annonçant du DC-HSPA+ à 42 Mb/s et qui est maintenant supportée par de nombreux fabricants de smartphones[4] pour leurs produits « milieu et haut de gamme » (terminaux des catégories 23-24 et 27-30 des normes 3GPP TS 25.101 et 25.306)[3].
- Le MIMO 2×2 (utilisation simultanée de 2 antennes des côtés terminal et station de base).

Les technologies MIMO et DC-HSPA sont mutuellement exclusives en 3GPP release-8 (elles ne peuvent pas être utilisées simultanément), d’où la limitation actuelle (2014) à un débit pic théorique descendant de 42 Mb/s pour la plupart des opérateurs mobiles.
Dans les versions 9 et 10 (release-9 et 10) des normes 3GPP, 2  à   4 cellules radio de 5 MHz utilisant des bandes de fréquences non adjacentes pourraient être agrégées (à partir de la release 9 de la norme DC HSDPA).

## Déploiement en France
En France, à la fin 2010, SFR a été le premier opérateur à avoir déployé la norme HSPA+ avec un débit de 21 Mbit/s à Paris, Lyon et Marseille.
SFR était également le premier à avoir expérimenté avec succès les débits de 28 Mbit/s et de 42 Mbit/s à Lyon.

De son côté, Bouygues Telecom inaugure fin 2011 le déploiement de la norme HSPA+ à 42 Mbit/s à Paris, Lyon et Marseille également. Les stations de ski sont prévues pour l'hiver 2011 et les stations balnéaires pour l'été 2012.
Le réseau de Free Mobile, est compatible avec la norme HSPA+, et la propose commercialement. Dans sa décision no 2009-1067, l'ARCEP mentionne : « Free Mobile indique dans son dossier de candidature que les stations de bases seront déployées avec une version logicielle HSDPA (WCDMA UMTS) et permettra des débits crêtes de 28 Mbit/s sur la voie descendante ». La brochure tarifaire des offres Free Mobile en date du 24 mars 2015 mentionne : « Débit maximum théorique en réception jusqu’à 21 Mb/s ».